# Josh Sweat
(en) Statistiques sur pro-football-reference
Josh Sweat, né le 29 mars 1997 à Chesapeake en Virginie, est un sportif professionnel américain de football américain jouant au poste de defensive end dans la National Football League (NFL) depuis la saison 2018 et pour les Cardinals de l'Arizona dès 2025.  
Au niveau universitaire, il joue pour les Seminoles de Florida State pendant trois saisons avant d'être sélectionné lors de la draft 2018 par la franchise des Eagles de Philadelphie. Avec les Eagles, il remporte le Super Bowl LIX au terme de la saison 2024. Il décide ensuite de rejoindre dès la saison suivante les Cardinals.

## Biographie

### Jeunesse
Sweat sort de ses études secondaires comme l'une des meilleures recrues possibles du pays, étant même classé cinquième par ESPN.

### Carrière universitaire
Le 10 décembre 2014, il déclare rejoindre les Seminoles de l'université d'État de Floride pour y jouer au niveau universitaire dans la NCAA Division I FBS. Il y reste trois saisons,. 

### Carrière professionnelle
Sweat est sélectionné en 130e choix global lors quatrième tour de la draft 2018 de la NFL par la franchise des Eagles de Philadelphie.
Alors que son équipe est qualifiée pour la phase éliminatoire 2021, Sweat est contraint de subir une opération consécutive à un problème cardiaque et rate le match. Éliminé de la phase finale lors du tour de wild card par les Buccaneers de Tampa Bay, il remplace Nick Bosa et participe néanmoins au Pro Bowl 2022 en compagnie de ses coéquipiers Javon Hargrave, Jake Elliott, Darius Slay et Jason Kelce.
Devenu une pièce maitresse de la ligne défensive des Eagles en 2024 (8 sacks et 41 plaquages en 16 matchs), l'équipe se qualifiant pour le Super Bowl LIX. Au cours du match remporté 40 à 22 contre les Chiefs de Kansas City, il totalise 2 ½ sacks, 6 plaquages et 3 pressions sur quarterback.
Le 10 mars 2025, Sweat signe un contrat de 76,4 millions de dollars avec les Cardinals de l'Arizona.